# 이인규 (1992년)
이인규(1992년 9월 16일 ~ )는 대한민국의 축구 선수이다. 포지션은 수비수이고 현 K3리그의 대전 코레일 FC 소속이다.

## 선수 경력
2014시즌을 앞두고 자유게약으로 전남 드래곤즈에 입단했다.
2015시즌을 앞두고 내셔널리그의 목포시청으로 이적했다.